# Martin von Frensdorf
Martin von Frensdorf,  Martin Freiherr von Frensdorf, Martinus Frensdorf (ur. 1669 w Królewcu, zm. 1736 w Marburgu) – oficer i dyplomata saski oraz polski.
Studiował w Marburgu i w gimnazjum illustre (Gymnasium illustre) w Bremie (1790–). W 1707 wstąpił do saskiej służby wojskowej, w której służył w pułku kawalerii, m.in. w działaniach wojennych w Brabancji, i którą ukończył w stopniu kapitana. W 1710 wstąpił do służby urzędniczej, w której pełnił funkcję m.in. najpierw sekretarza, a następnie od 1719 rezydenta saskiego w Petersburgu (1718–1720). Przez dwa lata przebywał w Gdańsku prywatnie (1720–1722). Był przedstawicielem, choć bez rangi dyplomatycznej, Saksonii w Szwecji (1722–1728). W 1724 otrzymał tytuł barona. W 1726, pełniąc dotychczasową funkcję w Sztokholmie, został nominowany rezydentem Saksonii w Gdańsku, dokąd przeniósł się w 1728; stanowisko to łączył z piastowaniem urzędu polskiego komisarza królewskiego tamże. Ze sprawowania godności w Gdańsku w 1734 zwolnił go Stanisław Leszczyński. Kolejne lata spędził w książęcym domu opieki w Marburgu.